# Max Leo
Max Leo (* 16. Dezember 1941 in Tegernsee; † 20. Juli 2012) war ein deutscher Rennrodler.

## Karriere
Max Leo startete für den RC Rottach-Egern. Im Januar 1958 gewann Leo mit über drei Sekunden Vorsprung auf Thomas Köhler den Titel bei der 4. Junioren-Europameisterschaft in Oberhof. Bei den Senioren erreichte er seinen größten Erfolg bei den Weltmeisterschaften 1962 in Krynica-Zdrój, als er gemeinsam mit Fritz Nachmann Vizeweltmeister im Doppelsitzer wurde. Zudem belegte er den elften Platz im Einsitzer. Im folgenden Jahr erreichte er bei den Weltmeisterschaften in Imst den siebenten Platz im Einsitzer. Für die Olympischen Winterspiele 1964 in Innsbruck, wo das Rennrodeln erstmals als olympische Disziplin ausgetragen wurde, verpasste er die Qualifikation für die neunköpfige gesamtdeutsche Mannschaft und beendete seine Karriere.

## Privatleben
Leo war seit 1970 mit der ehemaligen Skirennläuferin Burgl Färbinger verheiratet, mit der er in Oberau eine Pension führte. Zudem war er Geschäftsführer einer von der Familie gegründeten Skischule und Abteilungsleiter Fußball des TSV Berchtesgaden.